# Uso responsável de drogas
O uso responsável de drogas reduz possíveis impactos negativos na vida do usuário. Em relação a drogas psicoativas ilegais, não incluídas as substâncias controladas por receita médica que podem ser desviadas, alguns críticos acreditam que o uso recreativo ilegal é inerentemente irresponsável, devido à força e pureza imprevisíveis e não monitoradas das drogas e aos riscos de dependência, infecção e outros efeitos colaterais
No entanto, os defensores da redução de danos afirmam que o usuário pode ser responsável empregando a outras drogas os mesmos princípios gerais aplicáveis ao uso de álcool. Por exemplo, evitar situações perigosas, doses excessivas e combinações perigosas de drogas; evitando drogas injetáveis; e não usar drogas ao mesmo tempo em realiza atividades que podem ser inseguras quando não se está em um estado sóbrio. Os defensores dessa abordagem também apontam que a ação (ou inação) do governo dificulta o uso responsável de drogas, pois tornam indisponíveis drogas de pureza e força previamente estabelecidas.

## Princípios
Duncan e Gold argumentam que, para usar medicamentos controlados e outras drogas com responsabilidade, uma pessoa deve aderir a uma lista de princípios. Eles e outros autores argumentam que os usuários de drogas devem:
- Compreender e se educar sobre os efeitos, riscos, efeitos colaterais e legalidade da droga que está tomando
- medir dosagens de maneira precisa e tomar outras precauções, de modo a reduzir o risco de overdose
- Ao ingerir uma nova droga, preferir tomar uma pequena dose
- Caso possível, testar todas as drogas antes de usá-las é recomendado, pois possibilita determinar sua pureza e força
- Tentar obter drogas puras e sem agentes de corte
- Usar drogas somente em situações sociais descontraídas e em ambientes seguros, pois a consciência alterada pode prejudicar a experiência do individuo quando em ambientes potencialmente perigosos ou desconhecidos
- Evitar dirigir, operar máquinas pesadas ou se responsabilizar direta ou indiretamente pela segurança ou pelos cuidados de outra pessoa enquanto embriagado
- Desencorajar pessoas a dirigir veículos motorizados se estiverem sob efeito de drogas
- Ter uma babá de viagem (trip sitter), especialmente ao consumir drogas alucinógenas
- Usar drogas recreativas com moderação,[6] estabelecendo limites razoáveis ao consumo e não permitindo que o uso de drogas ofusque outros aspectos da vida (por exemplo, as responsabilidades financeiras e sociais)
- Tomar a menor dose efetiva de uma droga recreativa, especialmente se a fonte for desconhecida, se estiver em ambientes novos e/ou se for a primeira experiência com a substância
- Evitar misturar ou combinar drogas, especialmente se forem desconhecidas ou drogas com interações perigosa (por exemplo, combinações de drogas depressoras e/ou estimulantes)
- Conhecer técnicas básicas de primeiros socorros e assumir a responsabilidade de aplicá-las adequadamente em casos de emergência ocasionados por drogas
- Evitar administrar drogas por via intravenosa
- Reconhecer que as atitudes de consumo em relação ao uso de drogas na presença de outras pessoas podem influenciá-las, especialmente se forem crianças e adolescentes[7]
- Quando necessário, abster-se do uso de drogas por questões psicológicas ou de condicionamento físico (por exemplo, durante a gravidez ou caso afetado por psicose tóxica das anfetaminas)
- Respeitar a decisão de um indivíduo sobre o uso de drogas
- Fornecer alternativas de atividades recreativas aceitáveis dentro de um grupo, a fim de evitar que o uso de drogas se torne a única motivação ou o foco da situação social
- Compreender que cada pessoa reage diferentemente a drogas
- Ter consciência das influências complexas do cenário e do estado mental (set e setting) no uso de drogas psicoativas[8]

Outras diretrizes éticas incluem:
- Nunca enganar ou tentar persuadir alguém a usar uma droga
- Estar consciente da fonte das drogas que uma pessoa está usando

Duncan e Gold sugerem que o uso responsável de drogas envolve responsabilidade em três áreas: responsabilidades situacionais, responsabilidades de saúde e responsabilidades relacionadas à segurança. Entre as responsabilidades situacionais, estão incluídas as preocupações sobre as possíveis situações em que as drogas poderiam ser usadas legalmente, o que inclui a prevenção de situações perigosas; não usar quando estiver sozinho; nem usar devido à coerção ou quando o uso de drogas é, por si só, o único motivo de uso. As responsabilidades de saúde incluem: evitar doses excessivas ou combinações perigosas de drogas; ter consciência das possíveis consequências para a saúde do uso de drogas; evitar comportamentos de consumo de drogas que possam potencialmente levar ao vício; e não usar uma droga recreativamente durante períodos de estresse excessivo. As responsabilidades relacionadas à segurança incluem: usar a menor dose necessária para alcançar os efeitos desejados; usar apenas em ambientes descontraídos com pessoas próximas dispostas a dar suporte; evitar o uso de drogas por injeção (intravenosa, intramuscular ou subcutânea); e não usar drogas durante a execução de tarefas complexas ou naquelas em que a droga pode prejudicar a capacidade de trabalhar com segurança.
O uso responsável de drogas é enfatizado como uma técnica primária de prevenção nas políticas de redução de danos. As políticas de redução de danos se popularizaram no final da década de 1980, embora tenham começado na contracultura já na década de 1970, em que cartilhas eram distribuídas aos usuários, explicando sobre o uso responsável de drogas e as consequências do uso irresponsável de drogas.

## Críticas e contra-argumentos

### Consequências sociais e de saúde
O uso de drogas e os usuários geralmente são frequentemente marginalizados social e economicamente.
O uso de drogas pode afetar o desempenho no trabalho; no entanto, o teste de drogas pode não ser necessário se for o caso, pois o desempenho no trabalho de um usuário seria notavelmente deficiente, constituindo um fundamento para a demissão. No caso do uso discriminado de anfetaminas e outros estimulantes, a capacidade de trabalho realmente aumenta, o que por si só levanta considerações éticas adicionais.

### Legalidade das drogas
A ilegalidade causa problemas de oferta e aumenta artificialmente os preços. O preço das drogas geralmente são muito acima dos custos de produção e transporte. É difícil avaliar a pureza e a potência de muitas drogas, pois as drogas são ilegais. Isso afeta diretamente a capacidade do usuário de obter e usar drogas com segurança. A dosagem de drogas com pureza variável é problemática. A compra de drogas, por si mesma, é também problemática, pois força o usuário a assumir riscos evitáveis. A motivação por lucro e recompensa faz com que traficantes adicionem agentes de corte a certa drogas (adulteração de drogas). Isso gera outro problema, pois quando um usuário compra uma droga esperando que seja de baixa pureza, mas adquire na verdade uma droga pura, ou seja, sem agentes de corte, os riscos de uma overdose aumentam.
A moralidade de comprar certas drogas ilegais também é questionada, uma vez que o comércio de cocaína, por exemplo, também ocasiona mortes direta e indiretamente. Na Colômbia, o aumento global da demanda por cocaína faz com que várias centenas de milhares de pessoas sejam deslocadas de suas casas todos os anos, e os indígenas trabalham em condições insalubres para produzir cocaína. No entanto, a maioria das mortes atualmente causadas pelo comércio ilegal de drogas ocorre por situações inerentes à sua ilegalidade, por isso alguns críticos acham que a violência ligada a drogas está mais associada ao proibicionismo do que ao consumo. A ilegalidade das drogas também causa consequências sociais e econômicas para quem as usa, e a regulamentação legal da produção e distribuição de drogas poderia aliviar esses e outros perigos associados ao uso de drogas ilícitas.

## Redução de danos
A redução de danos aplicada ao uso de drogas começou como uma filosofia na década de 1980, com o objetivo de minimizar a transmissão do vírus HIV entre usuários de drogas intravenosas. Também se concentrou no uso de preservativos para impedir a transmissão do HIV através do contato sexual.
A redução de danos funcionou tão efetivamente que pesquisadores e formuladores de políticas comunitárias adaptaram a teoria a outras doenças às quais os usuários de drogas são suscetíveis, como a hepatite C.
A redução de danos busca minimizar os danos que podem ocorrer por causa do uso de drogas diversas, sejam elas legais (por exemplo, álcool, cafeína e [[nicotina] ) ou ilegais (por exemplo, heroína e cocaína). As pessoas que injetam drogas ilícitas podem minimizar os danos a si mesmas e aos membros da comunidade por meio de uma técnica de injeção adequada, usando agulhas e seringas novas, não compartilhando material e descartando adequadamente todos os equipamentos de injeção.
Outros métodos de redução de danos foram implementados com drogas como crack. Em algumas cidades, os advogados de saúde dos pares (Weeks, 2006) participaram da distribuição de dicas de bocal para cachimbo limpo para minimizar o risco de hepatite A, B e C e HIV devido ao compartilhamento de cachimbos, enquanto lábios e boca contêm feridas abertas. Além disso, um estudo de Bonkovsky e Mehta relatou que, assim como as agulhas compartilhadas, o compartilhamento de canudos usados para "cheirar" cocaína pode espalhar doenças no sangue, como a hepatite C.
O usuário responsável, portanto, minimiza a propagação de vírus transmitidos pelo sangue, como hepatite C e HIV na comunidade em geral.

## Salas de consumo assistido de droga
O fornecimento de locais de injeção supervisionados (Supervised Injection Sites – SiS), também conhecidos como locais de injeção seguros, operam sob a premissa de redução de danos, fornecendo ao usuário de drogas injetáveis (como, por exemplo, de heroína) um espaço limpo com materiais esterilizados, como agulhas, água estéril, compressas com álcool e outros itens utillizados para diminuir o risco na aplicação de drogas injetáveis.
Um SiS chamado Insite foi aberto em um bairro pobre, o Downtown Eastside, em Vancouver, Colúmbia Britância. Insite foi inaugurado em 2003 e reduziu drasticamente muitos danos associados ao uso de drogas injetáveis. Na pesquisa do Insite, que foi realizada pelo Centro de Excelência em HIV/AIDS do Canadá, descobriu-se que o SiS  aumenta o número de pessoas que entram em tratamentos de desintoxicação e/ou dependência sem aumentar o crime relacionado às drogas. Além disso, reduz o lixo de material relacionado ao uso de drogas (por exemplo, agulhas usadas) nas ruas e também reduz o número de pessoas que injetam em áreas públicas. O programa está atraindo os usuários de maior risco, o que levou a um compartilhamento menor de agulhas na comunidade de Downtown Eastside, e nas 453 overdoses ocorridas nas instalações, a equipe de saúde salvou todas as pessoas.
Na Holanda, onde o uso de drogas é considerado um antes um problema social e de saúde do que um problema relacionado à lei, o governo abriu clínicas onde os usuários de drogas podem consumir suas substâncias em um ambiente limpo e seguro. Os usuários têm acesso a agulhas limpas e outros materiais, são monitorados pelas autoridades de saúde e têm a opção de procurar ajuda para o tratamento da toxicodependência.
Devido ao sucesso inicial do projeto na redução das taxas de mortalidade e disseminação de doenças entre usuários de drogas injetáveis, outros projeto  na Suíça, Alemanha, Espanha, Austrália, Canadá e Noruega . França, Dinamarca e Portugal também estão considerando ações semelhantes.

## Em festivais
Como as drogas estão muito presentes na cultura de festivais (especialmente em raves), a adoção de medidas para o uso responsável está se tornando mais presente. Alguns organizadores de festivais prestam serviços destinados a informar sobre o uso responsável de drogas e, além disso, realizar a testagem de drogas, de modo que desencoraje o uso de substâncias adulteradas. Como resultado, alguns relataram uma redução significativa da carga de trabalho dos médicos, equipe de assistência social e policiais em festivais.